# 릴리 베크
릴리 베크(덴마크어: Lili Bech, 1891년 12월 29일 ~ 1939년 1월 20일)는 덴마크의 배우이다. 1911년부터 1917년까지 27편의 영화에 출연했다.

## 출연 작품
- 1911 - Den utro hustru
- 1912 - Trädgårdsmästaren
- 1912 - Bjørnetæmmeren
- 1916 - Vingarne
- 1917 - Paradisfågeln